# Hervormde kerk (Roosendaal)
De hervormde kerk is een protestants kerkgebouw in de gemeente Roosendaal in de Nederlandse provincie Noord-Brabant. De kerk is gelegen aan de Bloemenmarkt 14.

## Geschiedenis
Het kerkje is gebouwd in 1810 als Hervormd Lodewijkskerkje naar ontwerp van Herman Huysers. In 2004 werd het buiten gebruik gesteld en verkocht. De Hervormden gingen, samen met de Gereformeerden, gebruik maken van de Kruiskerk. In de Hervormde kerk kwam een horeca-ondernemer en het kerkje werd voortaan gebruikt als vergaderruimte, trouwlocatie en dergelijke. Het interieur werd daarbij ingrijpend gewijzigd.

## Gebouw
Het betreft een neoclassicistisch gebouw onder schilddak met in het midden een dakruiter met koepellantaarn. De voorgevel toont rondboogvensters, een driehoekig fronton en pilasters, en bovendien het jaartal MDCCCX (1810) in de daklijst onder het fronton.